# 潘西 (阿肯色州)
潘西（英語：Pansy）是位於美國阿肯色州克里夫蘭縣的一個非建制地區。該地的面積和人口皆未知。

## 地理
潘西的座標為33°49′19″N 92°00′10″W / 33.82194°N 92.00278°W，而該地的平均海拔高度為73米（即239英尺）。